# The Hostage
The Hostage is een nummer van de Amerikaanse zangeres Donna Summer uit 1974.

## Achtergrond
Summer's debuutalbum Lady of the Night werd alleen in Nederland uitgebracht, op 26 februari 1974. Van dit album werden twee singles uitgebracht, "The Hostage" in juni en "Lady of the Night" in november van dat jaar. "The Hostage" werd geschreven door Giorgio Moroder en Pete Bellotte. Het gaat over een slecht-aflopende gijzeling van de echtgenoot van Summer. De single wordt uitgebracht op het kleine, Nederlandse platenlabel Groovy Records. Buiten Nederland wordt het nummer uitgebracht op verschillende platenlabels, waaronder Delta Records, Atlantic Records en Polydor.
In Nederland raakt het nummer vooral bekend omdat Summer het ten gehore brengt in het spraakmakende televisieprogramma Van Oekel's Discohoek van Sjef van Oekel op 22 augustus 1974. Haar optreden wordt beschouwd als een van de beste optredens in Van Oekel's Discoshow. De single wordt gekozen als Treiterschijf bij Radio Noordzee Internationaal. In de Nederlandse Top 40 haalt de eerste hit van Summer de tweede plek. In de Vlaamse Ultratop 50 wordt de derde plek behaald en in de Waalse versie van deze lijst de achtste plek.

## NPO Radio 2 Top 2000
| Nummer met noteringen in de NPO Radio 2 Top 2000 | '99  | '00  | '01  |
| ------------------------------------------------ | ---- | ---- | ---- |
| The Hostage                                      | 1929 | 1529 | 1846 |

1. ↑  Een vetgedrukt getal geeft de hoogste notering aan.
2. ↑  Deze tabel is bijgewerkt tot en met de laatste editie (2024).